# Maureen Stapleton
Lois Maureen Stapleton (21. června 1925 Troy – 13. března 2006) byla americká herečka. Získala řadu ocenění a stala se jednou z mála herců, kterým se podařilo dosáhnout ceny Trojí koruna herectví, když získala Oscara, cenu Primetime Emmy a dvě ceny Tony, dále obdržela cenu Britské filmové akademie a Zlatý glóbus a byla nominována na cenu Grammy.

## Kariéra
Svou divadelní kariéru začala na Broadwayi, kde debutovala ve hře The Playboy of the Western World (1946). Poté získala dvě ceny Tony za nejlepší ženský herecký výkon ve hře The Rose Tattoo (1951) a za nejlepší ženský herecký výkon ve hře The Gingerbread Lady (1971). Na cenu Tony byla nominována za role ve hrách The Cold Wind And The Warm (1959), Toys in the Attic (1960), Plaza Suite (1971) a The Little Foxes (1981).
Za ztvárnění postavy Emmy Goldmanové v historickém velkofilmu Rudí (1981) získala Oscara za nejlepší ženský herecký výkon ve vedlejší roli. Na Oscara byla nominována také za role ve filmech Lonelyhearts (1958), Letiště (1970) a Interiéry (1978). Během své kariéry hrála například ve filmech Bye Bye Birdie (1963), Apartmá v hotelu Plaza (1971), Ctitel (1981), Zámotek (1985), Dům za všechny peníze (1986) a Bláznivá (1987).
V televizi ztvárnila řadu rolí, mimo jiné v televizním filmu Among the Paths to Eden (1967), za který získala cenu za vynikající samostatný herecký výkon v hlavní roli v dramatu. Na cenu Emmy byla nominována za role ve filmech Queen of the Stardust Ballroom (1975), The Gathering (1977), B. L. Stryker (1989), Miss Rose White (1992) a Road to Avonlea (1995). Za vyprávění filmu Jako zabít ptáčka v roce 1975 získala nominaci na cenu Grammy. Za své celoživotní dílo byla v roce 1981 uvedena do Americké divadelní síně slávy.

## Osobní život a smrt
Dlouhá léta trpěla úzkostmi, alkoholismem a nejistotou z nešťastného dětství. Rovněž byla celoživotní silná kuřačka. Maureen Stapleton zemřela v roce 2006 ve svém domě v Lenoxu ve státě Massachusetts na chronickou obstrukční plicní nemoc.

## Filmografie (výběr)
- Bye Bye Birdie (1963)
- Apartmá v hotelu Plaza (1971)
- Ctitel (1981)
- Rudí (1981)
- Zámotek (1985)
- Dům za všechny peníze (1986)
- Bláznivá (1987)